# Liste der Biografien/Bras
Liste der Biografien |
Portal Biografien |
Personensuche
# |
A |
B |
C |
D |
E |
F |
G |
H |
I |
J |
K |
L |
M |
N |
O |
P |
Q |
R |
S |
T |
U |
V |
W |
X |
Y |
Z |
?
 
Ba |
Be |
Bd |
Bg |
Bh |
Bi |
Bj |
Bl |
Bm |
Bn |
Bo |
Br |
Bs |
Bu |
Bw |
By |
Bz
 
Bra |
Brc |
Brd |
Bre |
Brg |
Bri |
Brj |
Brk |
Brl |
Brn |
Bro |
Brp–Brt |
Bru |
Brv |
Bry |
Brz
 
Braa |
Brab |
Brac |
Brad |
Brae |
Braf |
Brag |
Brah |
Brai |
Braj |
Brak |
Bral |
Bram |
Bran |
Brao |
Braq |
Brar |
Bras |
Brat |
Brau |
Brav |
Braw |
Brax |
Bray |
Braz
Die Liste der Biografien führt alle Personen auf, die in der deutschsprachigen Wikipedia einen Artikel haben. Dieses ist eine Teilliste mit 195 Einträgen von Personen, deren Namen mit den Buchstaben „Bras“ beginnt.

## Bras
- Bras, Michel (* 1946), französischer Meisterkoch
- Bras, Pep (* 1962), katalanischer Roman- und Drehbuchautor
- Brás, Venceslau (1868–1966), brasilianischer Politiker und Präsident

### Brasa
- Brasack, Bernhard (* 1949), deutscher Diplomat
- Brasack, Kurt (1892–1978), deutscher Offizier, SS-Brigadeführer und Generalmajor der Waffen-SS
- Brasack, Paul (1916–2013), deutscher Marineoffizier, Marineattache und Ritterkreuzträger
- Brasack, Sarah (* 1979), deutsche Journalistin
- Brašanac, Darko (* 1992), serbischer Fußballspieler
- Brasar, Per-Olov (* 1950), schwedischer Eishockeyspieler
- Brasas, Stefan (* 1967), deutscher Fußballtorhüter und TorwarttrainerStefan Brasas (* 1967)

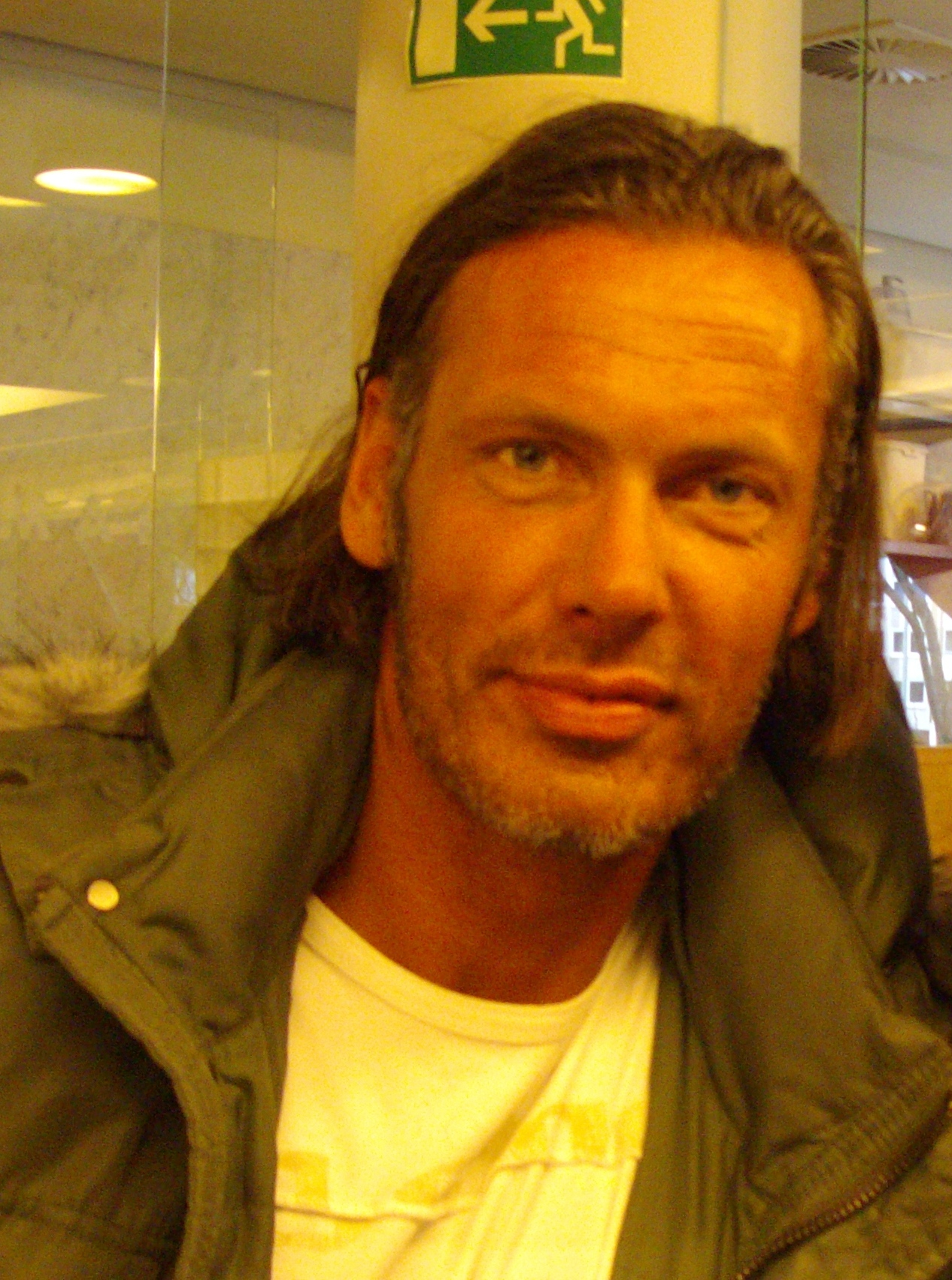
Stefan Brasas (* 1967)

### Brasc
- Brascassat, Jacques Raymond (1804–1867), französischer Landschafts- und Tiermaler sowie Radierer
- Brasch, Arno (1910–1963), deutscher Physiker
- Brasch, Arved Konrad von (1847–1899), deutschbaltischer Landespolitiker
- Brasch, Bernhard Matthias (1741–1821), preußischer Beamter und Königlicher Bauinspektor
- Brasch, Carl (1825–1886), deutscher Porträtmaler und Fotograf
- Brasch, Carl (* 1866), deutscher Bildhauer
- Brasch, Charles (1909–1973), neuseeländischer Dichter, Herausgeber, Übersetzer
- Brasch, Elisabeth Ida von (1878–1957), Graphologin und Übersetzerin
- Brasch, Gottlob Siegmund von (1752–1803), deutschbaltischer Jurist und Beamter
- Brasch, Hans (1882–1973), deutscher Maler
- Brasch, Hans (1892–1950), deutscher Betriebswissenschaftler, Ingenieur und Dichter
- Brasch, Helmut (1912–1987), deutscher Schauspieler, Kabarettist und Hörspielsprecher
- Brasch, Horst (1922–1989), deutscher Politiker (SED), MdV, stellvertretender Minister für Kultur der DDR
- Brasch, Hugo (1854–1937), preußischer Verwaltungsjurist und Landrat in Preußen; Richter am Oberverwaltungsgericht
- Brasch, Klaus (1950–1980), deutscher Schauspieler
- Brasch, Konrad August von (1820–1884), deutschbaltischer Landespolitiker
- Brasch, Konrad Siegmund von (1779–1835), deutschbaltischer Jurist und Gutsherr
- Brasch, Kurt (1907–1974), Kunstsammler
- Brasch, Lena (* 1993), deutsche Autorin, Journalistin, Theater- und Hörspielregisseurin
- Brasch, Magnus (1731–1787), deutscher Maler, Tiermaler
- Brasch, Marion (* 1961), deutsche Radiomoderatorin und Schriftstellerin
- Brasch, Martin (1565–1601), deutscher Philosoph
- Brasch, Moritz (1843–1895), deutscher Philosoph jüdischen Glaubens
- Brasch, Peter (* 1920), deutscher Journalist, Chefredakteur der Frauenzeitschrift Brigitte
- Brasch, Peter (1955–2001), deutscher Schriftsteller
- Brasch, Thomas (1945–2001), deutscher Schriftsteller, Dramatiker, LyrikerThomas Brasch (1945–2001)

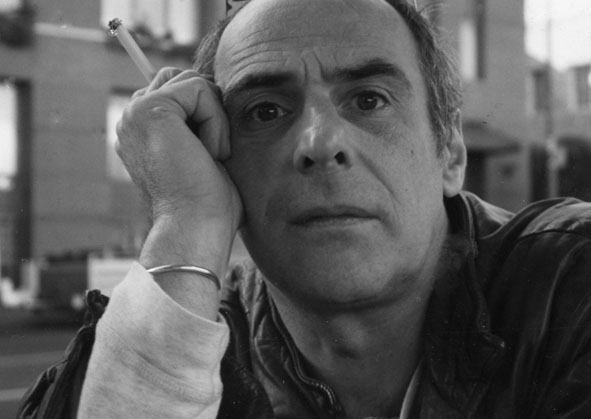
Thomas Brasch (1945–2001)

- Brasch, Viktor von (1850–1877), deutschbaltischer Nationalökonom
- Brasch, Wenzel Ignaz (1708–1761), deutscher Maler und Kupferstecher böhmischer Abstammung
- Brasche, Engelbrecht (1673–1751), Lübecker Kaufmann und Ratsherr
- Brasche, Ernst (1873–1933), estnischer Segler
- Brasche, Ulrich (* 1951), deutscher Ökonom und Professor für Volkswirtschaftslehre
- Braschel, Reinhold (1942–2018), deutscher Bauingenieur
- Braschi, Gianluigi (1963–2008), italienischer Produzent
- Braschi, Giannina (* 1953), puerto-ricanische Schriftstellerin und Wissenschaftlerin
- Braschi, Nicoletta (* 1960), italienische Schauspielerin
- Braschi, Rómulo Antonio (* 1941), argentinischer Theologe
- Braschi, Sérgio Arthur (* 1948), brasilianischer Geistlicher, römisch-katholischer Bischof von Ponta Grossa
- Braschi, Stefano (* 1957), italienischer Fußballschiedsrichter
- Braschi-Onesti, Romoaldo (1753–1817), italienischer Kardinal
- Braschko, Wolodymyr (* 2002), ukrainischer Fußballspieler
- Braschman, Nikolai Dmitrijewitsch (1796–1866), österreichisch-russischer Mathematiker
- Braschnyk, Wadym (* 1975), ukrainischer Handballtorwart und -trainer
- Braschnyk, Wolodymyr (1924–1999), sowjetisch-ukrainischer Stabhochspringer
- Braschoß, Heinz (1929–2022), deutscher Jurist und Lokalhistoriker
- Braschoß, Paul (1885–1954), deutscher Jurist, Verwaltungsrichter und Kommunalpolitiker
- Braschwitz, Günther (1896–1966), deutscher Polizeibeamter und SS-Führer
- Braschwitz, Rudolf (1900–1974), deutscher Kriminalbeamter und SS-Führer
- Brasco, Frank J. (1932–1998), US-amerikanischer Jurist und Politiker

### Brase
- Brase, Alfred, deutscher Rittergutsbesitzer und Preußischen Provinzialrat sowie Politiker (DVP)
- Brase, Fritz (1875–1940), deutscher Musiker, Kapellmeister und Komponist
- Brase, Hans (* 1993), deutschamerikanischer Basketballspieler
- Bräse, Stefan (* 1967), deutscher organischer Chemiker am Karlsruher Institut für Technologie
- Brase, Willi (* 1951), deutscher Politiker (SPD), MdB
- Brase, Wolfgang (* 1939), deutscher Fußballspieler
- Bräsecke, Eduard (1905–1989), deutscher Leichtathlet
- Brasel, Albert (1885–1937), deutscher Ingenieur
- Bräsel, Günter (* 1945), deutscher Fußballtorhüter
- Brasel, Wayne, US-amerikanischer Jazzgitarrist
- Braselmann, Hans (1934–1992), deutscher Politiker (SPD), MdA
- Braselmann, Helmut (1911–1993), deutscher Feldhandballspieler
- Braselmann, Petra (1951–2015), deutsche Romanistin und Hochschullehrerin
- Braser, Abram Markowitsch (1892–1942), russisch-sowjetischer Bildhauer und Hochschullehrer
- Brasesco, Rodrigo (* 1986), uruguayischer Fußballspieler
- Brasevičius, Ignas (* 1984), litauischer Langstreckenläufer

### Brasg
- Brasgalla, Arthur (1903–1989), US-amerikanischer Militär

### Brash
- Brash, Don (* 1940), neuseeländischer Politiker
- Brash, Scott (* 1985), britischer Springreiter
- Brashares, Ann (* 1967), US-amerikanische Autorin
- Brashear, Carl (1931–2006), US-amerikanischer Militär; erster Afro-Amerikaner, der United-States-Navy-Taucher wurdeCarl Brashear (1931–2006)

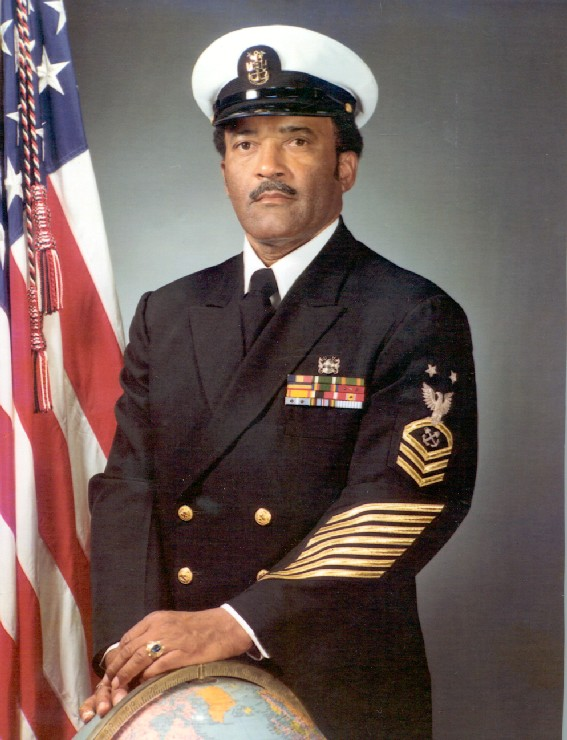
Carl Brashear (1931–2006)

- Brashear, Donald (* 1972), kanadisch-US-amerikanischer Eishockeyspieler
- Brashear, John (1840–1920), US-amerikanischer Astronom
- Brashear, Oscar (1944–2023), US-amerikanischer Jazztrompeter des Post Bop und Hard Bop
- Brashear, William M. (1946–2000), deutsch-amerikanischer Papyrologe
- Brasher, Chris (1928–2003), britischer Leichtathlet und Olympiasieger
- Brasher, Taryn (* 1997), US-amerikanische Beachvolleyballspielerin

### Brasi
- Brasi, Anna (* 1947), italienische Filmregisseurin und Drehbuchautorin
- Brasi, Rossano (* 1972), italienischer Radrennfahrer
- Brasidas († 422 v. Chr.), spartanischer Feldherr
- Brasier, Martin (1947–2014), englischer Paläobiologe und Astrobiologe
- Brasil, Geraldino (1926–1996), brasilianischer Anwalt und Schriftsteller
- Brasil, Louis Lucien (1865–1918), französischer Ornithologe
- Brasileiro, Antônio (* 1944), brasilianischer Schriftsteller, Maler und Bildhauer
- Brasileiro, Emídio (* 1962), brasilianischer Autor, Jurist und Hochschullehrer, Vertreter des Kardecismus
- Brasilier, André (* 1929), französischer Maler
- Brasillach, Robert (1909–1945), französischer Schriftsteller, Journalist und Filmkritiker
- Brasiūnaitė, Daiva (* 1977), litauische Politikerin, stellvertretende Finanzministerin

### Brask
- Brask Andersen, Henry (1896–1970), dänischer Bahnradsportler
- Brasket, Tex (* 1980), deutsch-US-amerikanischer Musiker und SängerTex Brasket (* 1980)

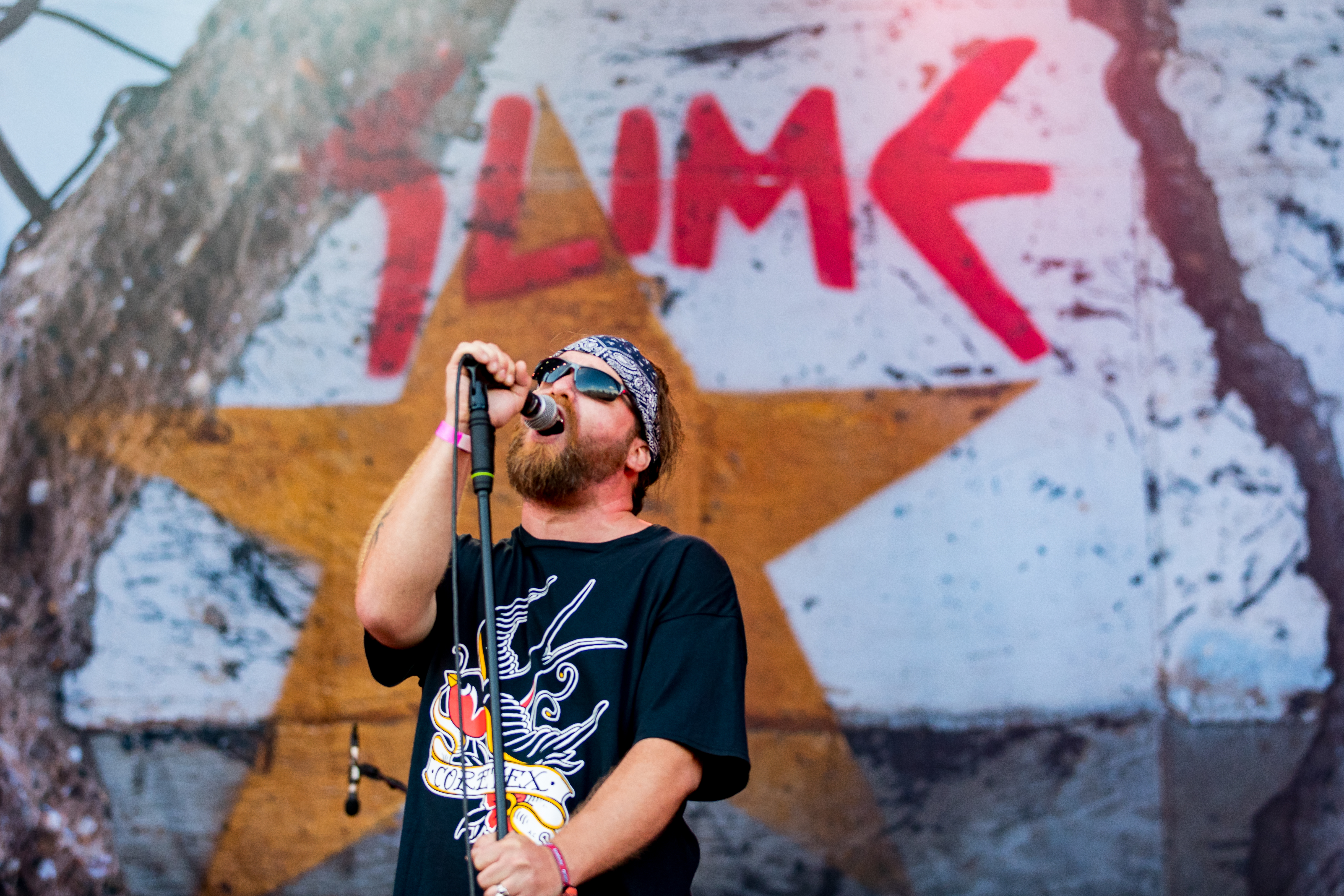
Tex Brasket (* 1980)

### Brasl
- Braslav, slawischer Fürst
- Braslavsky, Elena, russisch-amerikanische Pianistin und Musikpädagogin
- Braslavsky, Emma (* 1971), deutsche Schriftstellerin und Philosophin, Kuratorin und Übersetzerin
- Braslavsky, Noam (* 1961), israelischer Künstler und Kurator
- Braslavsky, Silvia (* 1942), argentinische Chemikerin
- Braslavsky, Solomon (1885–1975), ukrainisch-US-amerikanischer Komponist
- Braslawez, Jewhen (* 1972), ukrainischer Segler

### Brasm
- Brašmanis, Alfrēds (1904–1983), lettischer Fußballspieler
- Brasme, Anne-Sophie (* 1984), französische Schriftstellerin
- Brasme, Paul (* 1997), französischer Skispringer

### Brasn
- Brašnić, Marc (* 1996), kroatisch-deutscher Fußballspieler

### Braso
- Brasol, Boris Lwowitsch (1885–1963), russischer Jurist und Literaturkritiker
- Brasol, Julija Nikolajewna (1856–1919), russische Malerin und Bildhauerin
- Brašovan, Dragiša (1887–1965), serbischer Architekt
- Brașoveanu, Anca (* 1985), rumänische Pianistin und Klavierlehrerin

### Brasp
- Braspennincx, Janus (1903–1977), niederländischer Radrennfahrer
- Braspennincx, John (1914–2008), niederländischer Radrennfahrer
- Braspennincx, Shanne (* 1991), niederländische Radrennfahrerin

### Brass
- Braß, Andreas (* 1894), deutscher Manager und Funktionär
- Braß, Arnold (1854–1915), deutscher Naturwissenschaftler, Lehr- und Fachbuchautor und als Mitglied des Keplerbundes ein scharfer Kritiker Ernst Haeckels
- Brass, August (1818–1876), deutscher Journalist und Autor
- Brass, Emil (1856–1938), Berliner Rauchwarenhändler und Autor von Pelz- und Säugetier-Fachliteratur und Herausgeber einer Pelz-Fachzeitschrift
- Brass, Hans (1885–1959), deutscher Maler
- Braß, Helmut (1936–2011), deutscher Mathematiker und Hochschullehrer
- Bräss, Hermann (1738–1797), deutscher evangelischer Pfarrer und Zeitungsherausgeber
- Brass, Hermann (1855–1938), österreichisch-tschechoslowakischer Textilindustrieller
- Brass, Italico (1870–1943), italienischer Maler und Kunstsammler
- Brass, Jacob (* 1985), deutscher Musiker und Singer-Songwriter
- Brass, Kurt (1880–1964), Chemieingenieur
- Brass, Nikolaus (* 1949), deutscher Komponist
- Brass, Otto (1875–1950), deutscher Politiker (KPD, SPD, USPD), MdR
- Braß, Otto (* 1887), deutscher Politiker (NSDAP), MdR
- Brass, Tinto (* 1933), italienischer Regisseur, Produzent und DrehbuchautorTinto Brass (* 1933)

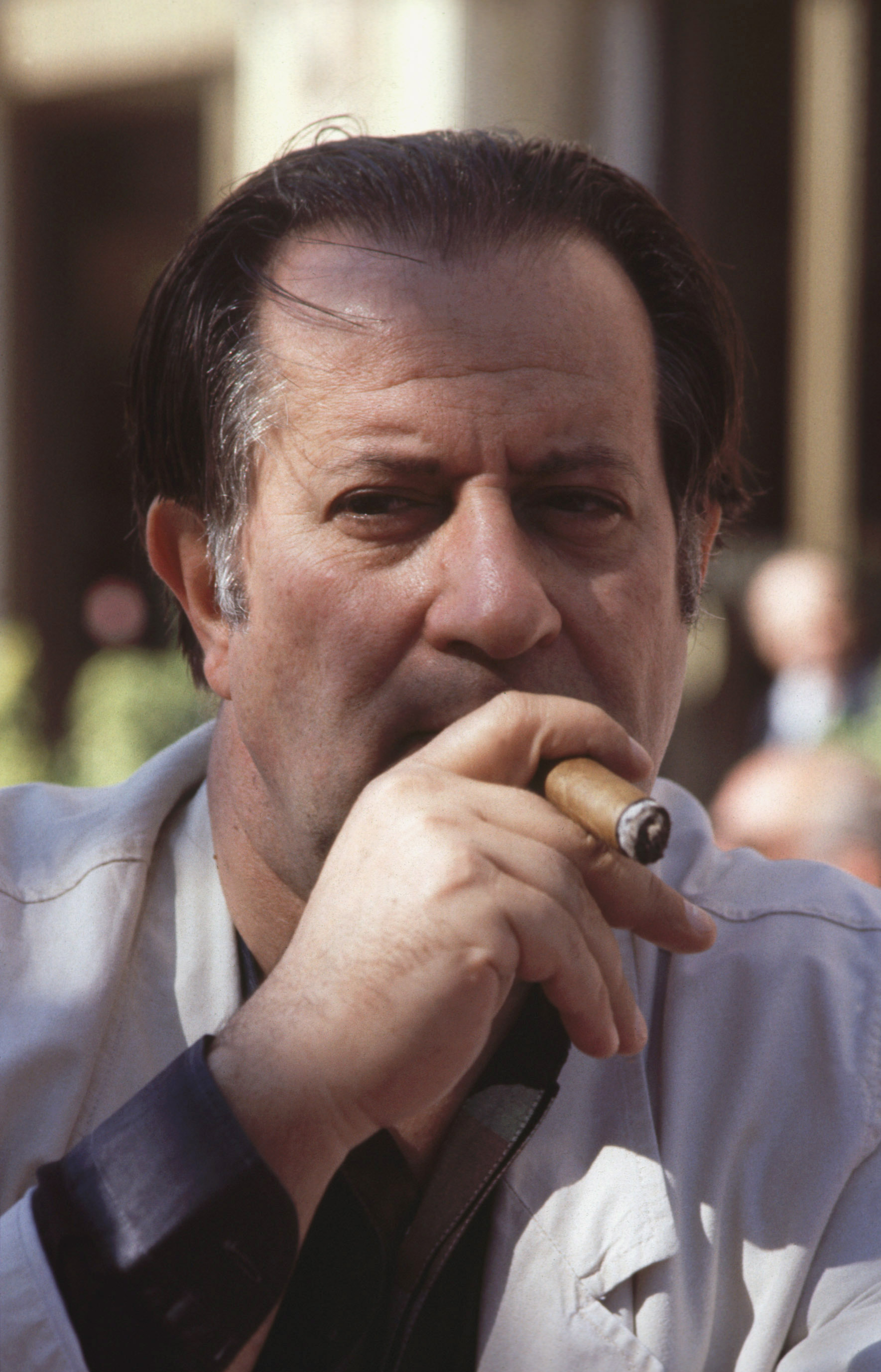
Tinto Brass (* 1933)

- Brass, Wilhelm (1926–2011), deutscher Tierarzt und Hochschullehrer
- Brass, Wilhelm Engelbert (1819–1897), deutscher Großindustrieller
- Brassaï (1899–1984), französischer Fotograf
- Brassai, Sámuel († 1897), ungarischer Wissenschaftler
- Brassanus, Matthias († 1552), Pädagoge
- Brassard, André (* 1968), kanadischer Eishockeyspieler
- Brassard, Derick (* 1987), kanadischer Eishockeyspieler
- Brassard, François (1908–1976), kanadischer Musikethnologe, Organist und Komponist
- Brassard, Gilles (* 1955), kanadischer Physiker
- Brassard, Henri (* 1950), kanadischer Pianist
- Brassard, Jean-Luc (* 1972), kanadischer Freestyle-Skisportler
- Braßart, Franz (1598–1671), deutscher Kaufmann; Bürgermeister von Köln
- Brassart, Johann († 1684), deutscher Stiftsdekan und Weihbischof in Speyer sowie Titularbischof von Daulia
- Brassart, Johannes († 1455), franko-flämischer Komponist
- Brassart, Olivier (* 1977), französischer Fußballspieler
- Brassat, Rudolf (1905–1983), deutscher Politiker (SED)
- Brassat, Wolfgang (* 1960), deutscher Kunsthistoriker und Professor für Kunstgeschichte
- Brassavola, Antonio Musa (1500–1555), italienischer Arzt und Botaniker
- Brasse, Eduard (1825–1886), Oberbürgermeister der Stadt Siegen
- Brasse, Otto Adolf (1901–1988), deutscher Maler, Grafiker und Buchillustrator
- Brasse, Wilhelm (1917–2012), polnischer KZ-Überlebender, Lagerfotograf von Auschwitz
- Brasse, Wilhelm (* 1934), deutscher Politiker (CDU, REP), MdBB
- Brasse-Forstmann, Alice (1903–1990), baltisch-deutsche Malerin und Grafikerin
- Brassel, Günther (* 1915), deutscher Kapitän zur See
- Brassel, Günther (* 1945), deutscher Zahnmediziner und Sanitätsoffizier
- Brassel, Ruedi (* 1955), Schweizer Historiker und Politiker (SP)
- Brasseleur, Micke (* 1993), algerisch-französischer Handballspieler
- Brasselle, Keefe (1923–1981), US-amerikanischer Schauspieler, Filmproduzent und Autor
- Brassens, Georges (1921–1981), französischer Dichter und ChansonnierGeorges Brassens (1921–1981)

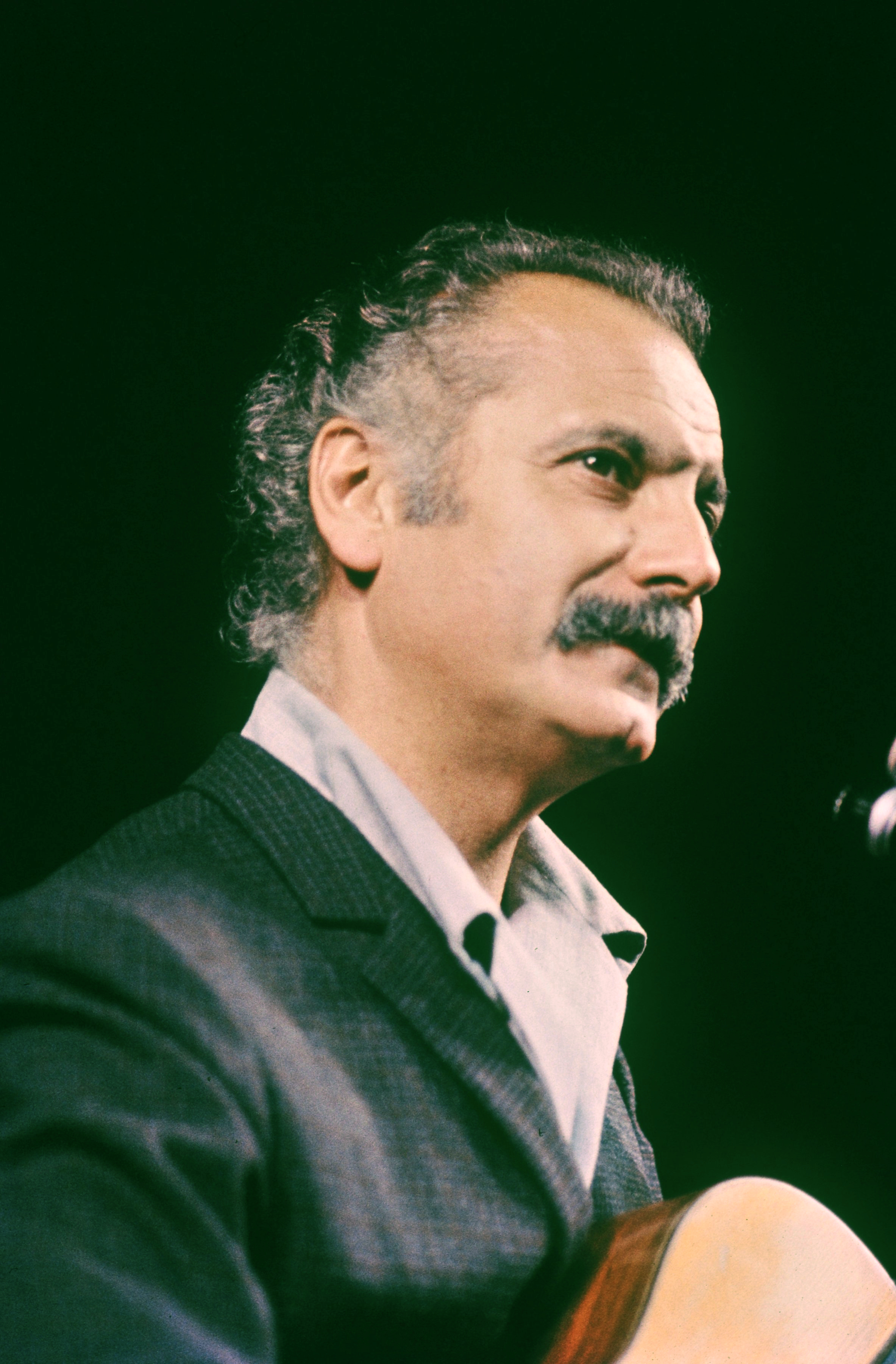
Georges Brassens (1921–1981)

- Brasser, Franz († 1594), deutscher Rechenmeister
- Brasser, Reindert (1912–1999), niederländischer Zehnkämpfer, Hochspringer, Hürdenläufer und Diskuswerfer
- Brasser, Ueli (1952–2010), Schweizer Politiker (SD)
- Brassert, Gustav (1790–1861), deutscher Berghauptmann und Politiker
- Brassert, Hermann (1820–1901), preußischer Jurist und Berghauptmann
- Brassert, Hermann Alexander (1875–1961), deutsch-amerikanischer Hütten- und Stahlunternehmer
- Brassette, Amy (* 1979), US-amerikanische Schauspielerin und Synchronsprecherin
- Brasseur de Bourbourg, Charles Étienne (1814–1874), französischer Historiker, Ethnologe und Archäologe
- Brasseur, André (* 1939), belgischer Keyboarder
- Brasseur, Anne (* 1950), luxemburgische Politikerin (DP)
- Brasseur, Claude (1936–2020), französischer Film- und TheaterschauspielerClaude Brasseur (1936–2020)

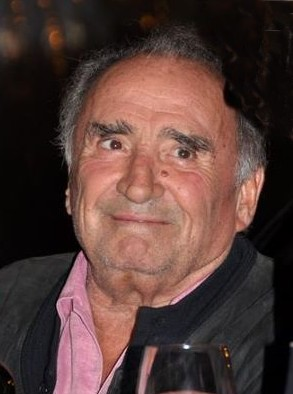
Claude Brasseur (1936–2020)

- Brasseur, Élisabeth (1896–1972), französische Chorleiterin
- Brasseur, Guy (* 1948), belgischer Meteorologe
- Brasseur, Isabelle (* 1970), kanadische Eiskunstläuferin
- Brasseur, Pierre (1905–1972), französischer Schauspieler
- Brassey, Anna (1839–1887), viktorianische Schriftstellerin
- Brassey, David, 3. Baron Brassey of Apethorpe (1932–2015), britischer Peer, Soldat und Politiker (Conservative Party)
- Brassey, Thomas (1805–1870), englischer Ingenieur und Unternehmer
- Brassiani, Itacir (* 1959), brasilianischer römisch-katholischer Ordensgeistlicher, Bischof von Santa Cruz do Sul
- Brassicanus, Johannes († 1514), deutscher Humanist, Gelehrter und Grammatiker
- Brassier de Saint-Simon-Vallade, Joseph Maria Anton (1798–1872), preußischer Diplomat
- Brassier, Lilian (* 1999), französischer Fußballspieler
- Brassil, John (* 1963), irischer Politiker (Fianna Fáil)
- Brassin, Louis (1840–1884), belgischer Pianist, Komponist und Musikpädagoge
- Brassinga, Anneke (* 1948), niederländische Lyrikerin und Übersetzerin
- Brassloff, Stephan (1875–1943), österreichischer Rechtshistoriker
- Brassow, Georg Michailowitsch (1910–1931), russischer Adeliger, Mitglied des Hauses RomanowGeorg Michailowitsch Brassow (1910–1931)

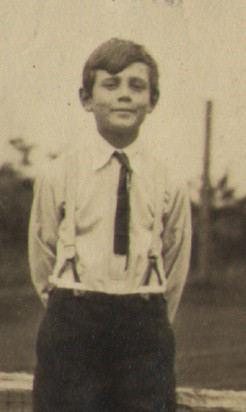
Georg Michailowitsch Brassow (1910–1931)

- Brassowa, Natalja Sergejewna (1880–1952), russische Gräfin von Brassow

### Brast
- Brastberger, Gebhard Ulrich (1754–1813), deutscher Pädagoge und Philosoph
- Brastberger, Immanuel Gottlob (1716–1764), deutscher Geistlicher
- Brastiņš, Ernests (1892–1942), lettischer Künstler, Historiker und Archäologe

### Brasw
- Braswell, Arnold W. (1925–2022), US-amerikanischer Offizier, Generalleutnant der US Air Force
- Braswell, Bruce Karl (1933–2013), US-amerikanischer Klassischer Philologe
- Braswell, Elizabeth J., US-amerikanische Autorin von Kinder- und Jugendliteratur

### Brasz
- Brasz, Arnold Franz (1888–1966), US-amerikanischer Maler, Bildhauer und Grafiker